# دوري شباب أوروبا 2019–20
دوري شباب أوروبا 2019–20 هو الموسم السابع من دوري شباب أوروبا. أشرف على تنظيمه الاتحاد الأوروبي لكرة القدم، وكان عدد الأندية المشاركة في البطولة 64، وفاز فيها نادي ريال مدريد الإسباني.

## وصلات خارجية
- مباريات دوري شباب أوروبا: 2019–20، UEFA.com

| سبقه دوري شباب أوروبا 2018–19 | دوري شباب أوروبا | تبعه دوري شباب أوروبا 2020–21 |